# デイビッド・ペンダーガスト
デイビッド・ペンダーガスト（David M.Pendergast, 1934年 - ）は、カナダの王立オンタリオ博物館(Royal Ontario Museum)の考古学者である。ベリーズのラマナイ遺跡、アルトゥン・ハ遺跡の調査で知られている。

## 人物
1971年にアメリカ考古学協会（Society for American Archeaology）機関誌の「アメリカン・アンティクィテイ（American Antiquity）」誌に、アルトゥン・ハ遺跡の出土遺物について、テオティワカンのミッカオトリ期（2世紀）の遺物との酷似性を指摘し、メソアメリカにおける古典期のテオティワカンの勢力の拡大について前倒しを示唆する衝撃的な論文を発表した。また、ラマナイ遺跡の調査では、先古典期後期から植民地時代にまでこの遺跡が機能していたことを証明した。先古典期後期と後古典期の調査成果は、マヤ考古学上でも注目される貴重な成果である。

## 主要な著書・論文
- 1971'Evidennce of Teotihuacan-Lowland Maya contact at Altun Ha', American Antiquity,36(4),pp.455-460
- 1979-1990『Excavations at Altun Ha,Belize,1964-1970』Toronto,Royal Ontario Museum
- 1981'Lamanai,Belize:Summary of Excavation Results,1974-1980',Journal of Field Archaeology,Vol.8(1),pp.29-53